# Ignaz Zadek junior
Ignaz Zadek (* 16. Februar 1887 in Rixdorf; † 14. März 1959 in Berlin) war ein deutscher Arzt und Berliner Kommunalpolitiker.

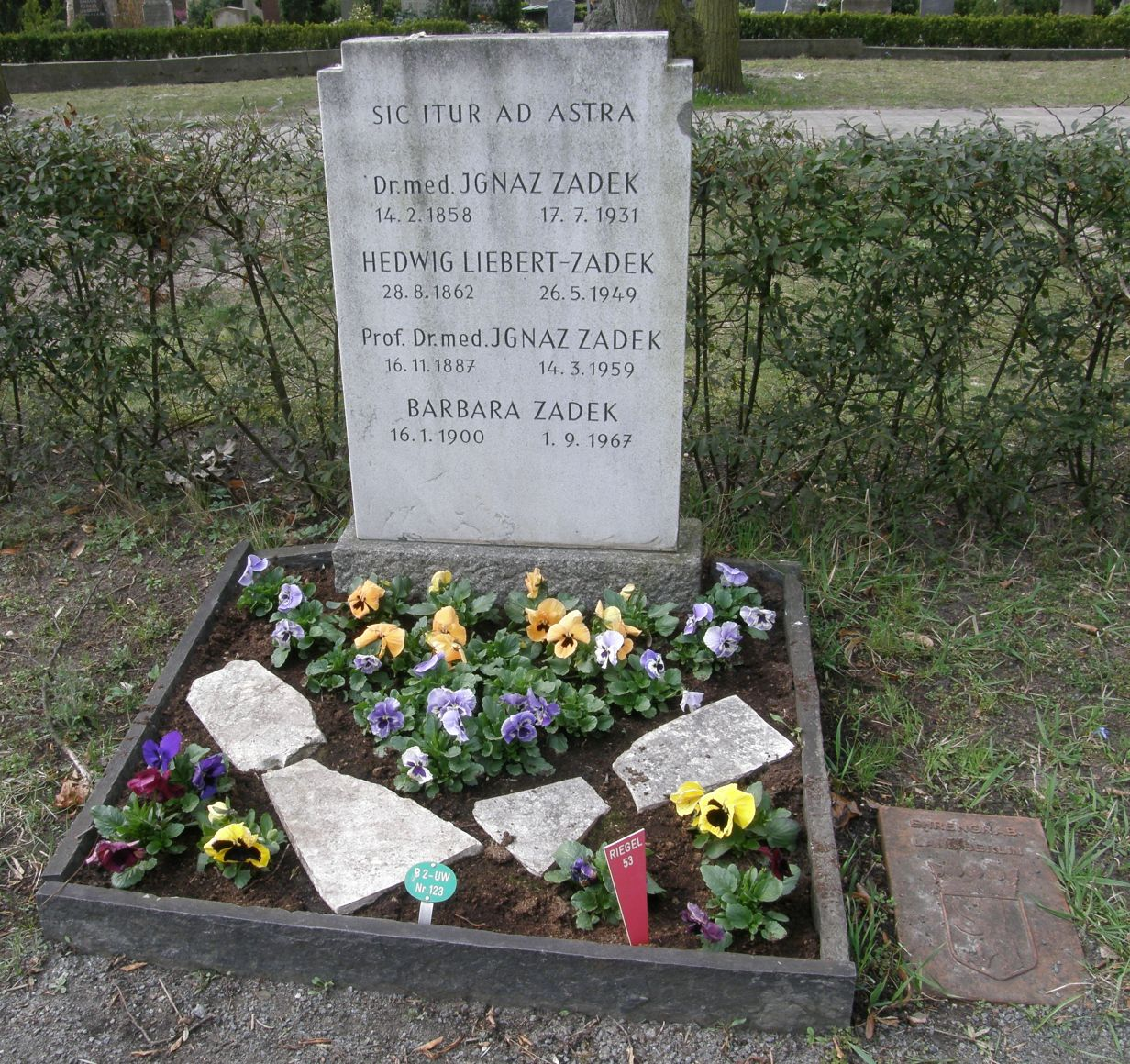
Grabmal der Familie Zadek auf dem Friedhof Wilmersdorf

## Leben
Zadek war Sohn von Ignaz Zadek (1858–1931) – ebenfalls Arzt in Neukölln – und Hedwig Korbasiewicz. Er ging auf das Gymnasium Zum Grauen Kloster in Berlin, um anschließend in Berlin, Freiburg und München Medizin zu studieren. In den Jahren 1911 bis 1933 war er Arzt am Städtischen Krankenhaus Neukölln. Im Jahr 1933 wurde er aufgrund seiner jüdischen Herkunft entlassen. Bis 1945 unterhielt er eine Privatpraxis. Von 1945 bis 1957 arbeitete er wieder im Klinikum Neukölln als dessen Ärztlicher Direktor, um als solcher das Klinikum wieder aufzubauen.
Weiterhin war er ordentlicher Professor.
In den Jahren 1946 bis 1948 war er Stadtverordneter der SPD und von 1957 bis 1959 war er Vorsitzender der Arbeitsgemeinschaft sozialdemokratischer Ärzte.
Zadek war zweimal verheiratet und hatte mit seiner zweiten Frau einen Sohn.
Im Jahr 1957 wurde Zadek aus Anlass seines Ruhestands das Bundesverdienstkreuz 1. Klasse verliehen. Ihm zu Ehren wurde 1966 in Berlin-Buckow die Zadekstraße am Klinikum Neukölln benannt.